# الندم (فلم)
الندم هو فيلم مصري أنتج عام 1978م بطولة فريد شوقي نورا مصطفى فهمي وتأليف: فيصل ندا (قصة وسيناريو وحوار) وإخراج: نادر جلال.

## قصة الفيلم
ياسمين تعمل في أحد المصانع، وكانت معجبة بالمهندس رؤوف الذي يعمل بالمصنع دون أن يشعر بها، تتفق مع الثرى العجوز الدمنهورى على القيام بنظافة منزله مقابل مبلغ من المال يساعدها على مواجهة أعباء الحياة، إلا أن هذا الجمع بين المصنع ومنزل الدمنهورى لا يدوم حين تتلف إحدى الآلات بالمصنع الأمر الذي أدى إلى فصلها، وتجد نفسها في مفترق طرق، تتعرف على رؤوف، وتدعى أنها ابنة الدمنهورى فيعرض عليها الزواج، لكنها تهمل هذا العرض، وتولى تجاه أبو الحلو الذي يطمع هو الآخر في الزواج منها، لكنها تصده وتمنعه، يقدم الدمنهورى عرضًا جيدًا للزواج من ياسمين لكنها ترفض. تعترف له بحبها لرؤوف، وعندما تصل إلى روؤف تجد أن أبو الحلو قد أبلغ روؤف بحقيقة ياسمين فيطردها لتعود إلى الدمنهورى، فتجده قد فارق الحياة من شدة حزنه.

## وصلات خارجية
- مقالات تستعمل روابط فنية بلا صلة مع ويكي بيانات